# Castelletto Monferrato

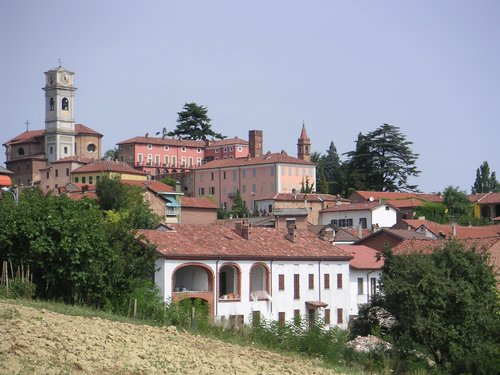
View of the town

Castelletto Monferrato (Castlèt Monfrà in Piemontese) là một đô thị ở tỉnh Alessandria trong vùng Piedmont của Italia, có vị trí cách khoảng 70 km về phía đông của Torino và khoảng 8 km về phía tây bắc của Alessandria. Tại thời điểm ngày 31 tháng 12 năm 2004, đô thị này có dân số 1.511 người và diện tích là 9,4 km².
Đô thị Castelletto Monferrato có các frazioni (các đơn vị cấp dưới, chủ yếu là các làng) Giardinetto and Gerlotti.
Castelletto Monferrato giáp các đô thị: Alessandria, Quargnento, và San Salvatore Monferrato.